# 苦行僧

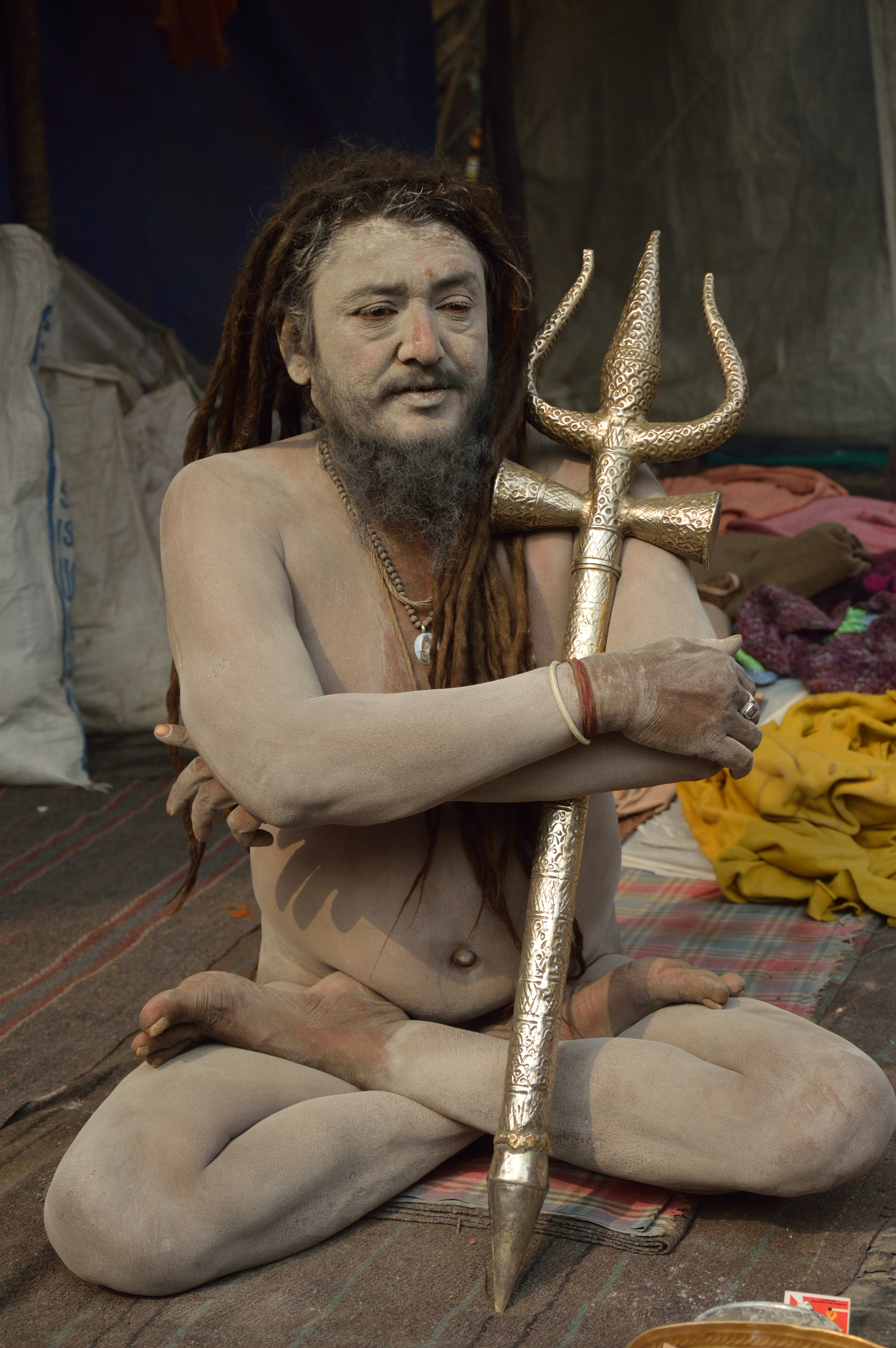
一名印度教苦行僧。

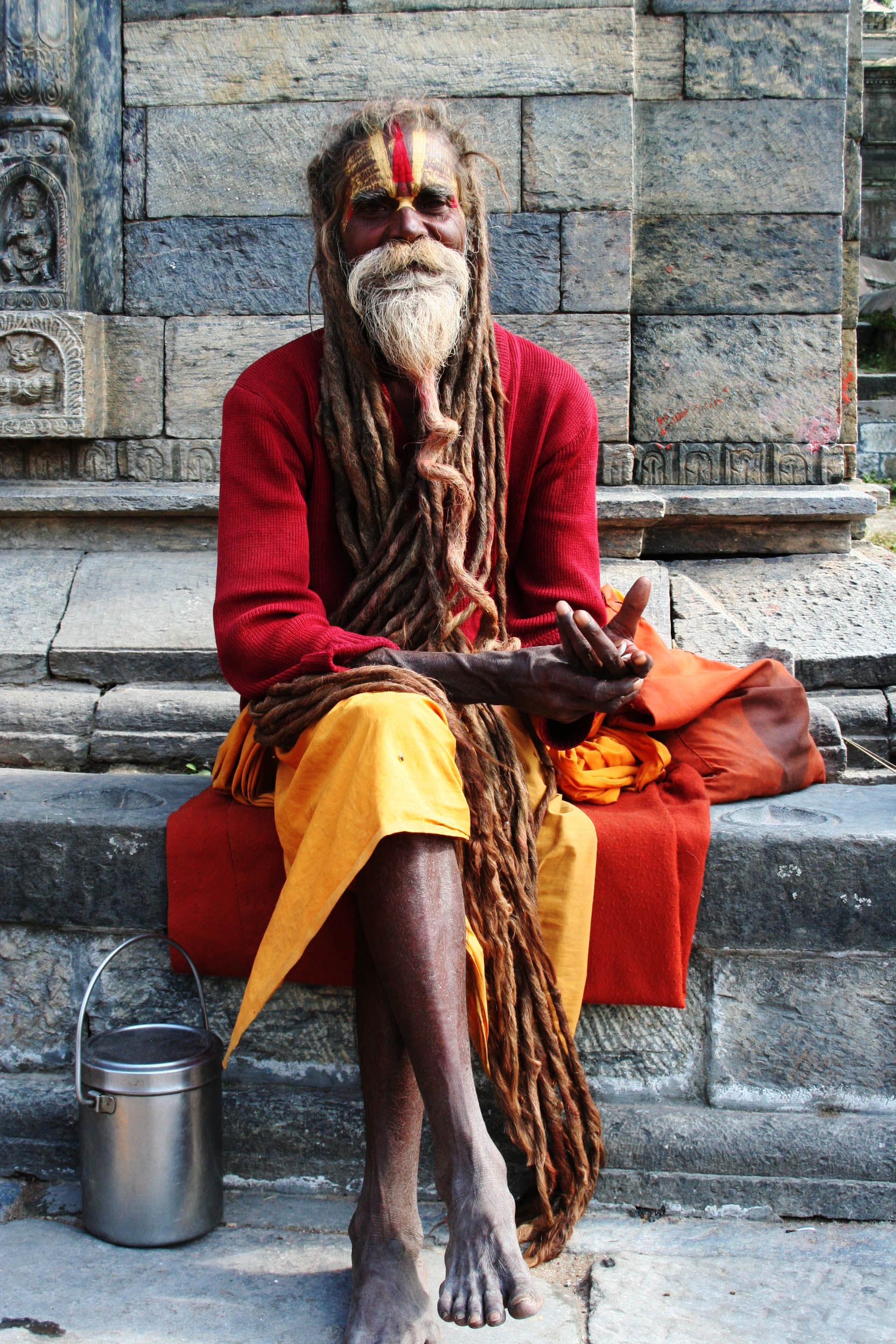
尼泊爾一名席地而坐的苦行僧。

苦行僧（梵語：（男性）；sādhvī或sādhvīne（女性））是印度宗教盛行的修練方式，流行於婆羅門教、耆那教等。今日多指刻苦修道的各種宗教人士。漢語的「僧」，可以泛指各種宗教人士，並不一定是佛教僧人。
除了印度宗教，基督宗教的許多聖人也主張禁慾主義（拉丁語：ascēticus），如聖方濟各、聖瓦西里等。

## 辨義
「苦行僧」一詞容易被誤解，認為單指佛教在叢林隱修的頭陀。其實苦行、僧、頭陀、比丘等詞的出現，都比佛教的創始還早，都來自於婆羅門教等古印度宗教。而佛教雖然允許苦行僧的修行方式，但並非提倡苦行，而更多的主張中道。故凡苦行僧，多以印度教、耆那教等居多，佛教苦行僧著袈裟、剃髮的形象與其差別也很大。

## 概論
古印度常有苦行僧蓬頭垢面、衣衫襤褸，帶著象徵濕婆的三叉杖，邊走邊吟誦古經文，露宿叢林。苦行僧必須忍受常人認為是痛苦的事，如自我體罰、長期斷食、減少飲水、躺在佈滿釘子的床上、行走在火熱的木炭上、忍受酷熱嚴寒，甚至飲食穢物等事情，來鍛鍊忍耐力和離慾。
一般婆羅門尊崇苦行僧，因為大多數的婆羅門都不是苦行僧。耆那教有兩派別，天衣派主張苦行，白衣派不主張苦行。佛教中釋迦牟尼成佛前曾修苦行，「晝便入林中。夜便露坐……至冢間。取彼死人之衣。而覆形體……日食一麻一米。形體劣弱。骸骨相連。頂上生瘡。皮肉自墮。猶如敗壞瓠盧……」。後來發現修苦行並不能達到無上正等正覺，於是轉以其他方法修行成佛。釋迦牟尼佛曾在優羅毗羅村收五名苦行僧為弟子，此為佛經上記載的「初轉法輪」。
印度聖雄甘地一生多次絕食，生活極盡簡樸，英國首相丘吉爾稱他是「半裸的苦行僧」。